# Gervaise de Blois
Gervaise de Blois fut abbé de Westminster en Angleterre entre 1138 et environ 1157. Historiquement, Gervaise a laissé une mauvaise réputation pour sa mauvaise gestion de l'abbaye, bien que les historiens modernes aient réévalué sa performance en tant qu'abbé.

## Biographie
Gervaise de Blois était le fils illégitime du roi Étienne et de sa maîtresse Damette. Son père fit en sorte qu'il soit nommé abbé de l'abbaye de Westminster dans la seconde moitié de l'an 1138, laissant à l'abbaye l'espoir de recevoir un financement royal supplémentaire. Gervaise était alors très jeune pour être nommé abbé, mais malgré cela il assista probablement au deuxième concile du Latran l'année suivante. Travaillant avec le prieur Osbert de Clare, Gervaise tenta en vain de faire canoniser Édouard le Confesseur, l'abbaye abritant les restes de ce roi qui auraient ainsi amené de nombreux pèlerins s'il avait été canonisé.
Le pape Innocent II ordonna à Gervaise de réformer la gestion successorale de l'abbaye. Au fil du temps, les historiens ne sont pas parvenu à s’accorder sur la question de savoir si le pape faisait alors référence à des problèmes apparus au cours de son mandat ou antérieurs à son arrivée. Le pape Eugène III semble toutefois avoir considéré Gervaise comme un abbé raisonnable, accordant des privilèges à l'abbaye dans les années 1140, et Gervaise parait s'entendre plutôt bien avec ses confrères du clergé.
Cependant, en 1154, son père, le roi Étienne, mourut et est remplacé par son ancien rival, le roi Henri II, mettant ainsi en danger la position de Gervaise.  Celui-ci alors fut accusé par le nouveau roi d'avoir mal géré les domaines de l'abbaye et il fut démis de ses fonctions en 1157 sans procès, mourant peu de temps après. Il fut remplacé par Laurence de Durham, partisan du nouveau roi.